# Calyptrochaeta rotundifolia
Calyptrochaeta rotundifolia är en bladmossart som beskrevs av Andries Touw 1978. Calyptrochaeta rotundifolia ingår i släktet Calyptrochaeta och familjen Hookeriaceae. Inga underarter finns listade i Catalogue of Life.